# رطبان
الرطبان (الاسم العلمي: Hygrocybe) هو جنس من الفطريات يتبع فصيلة الهدبانية من الرتبة الغاريقونيات.